# 소세인

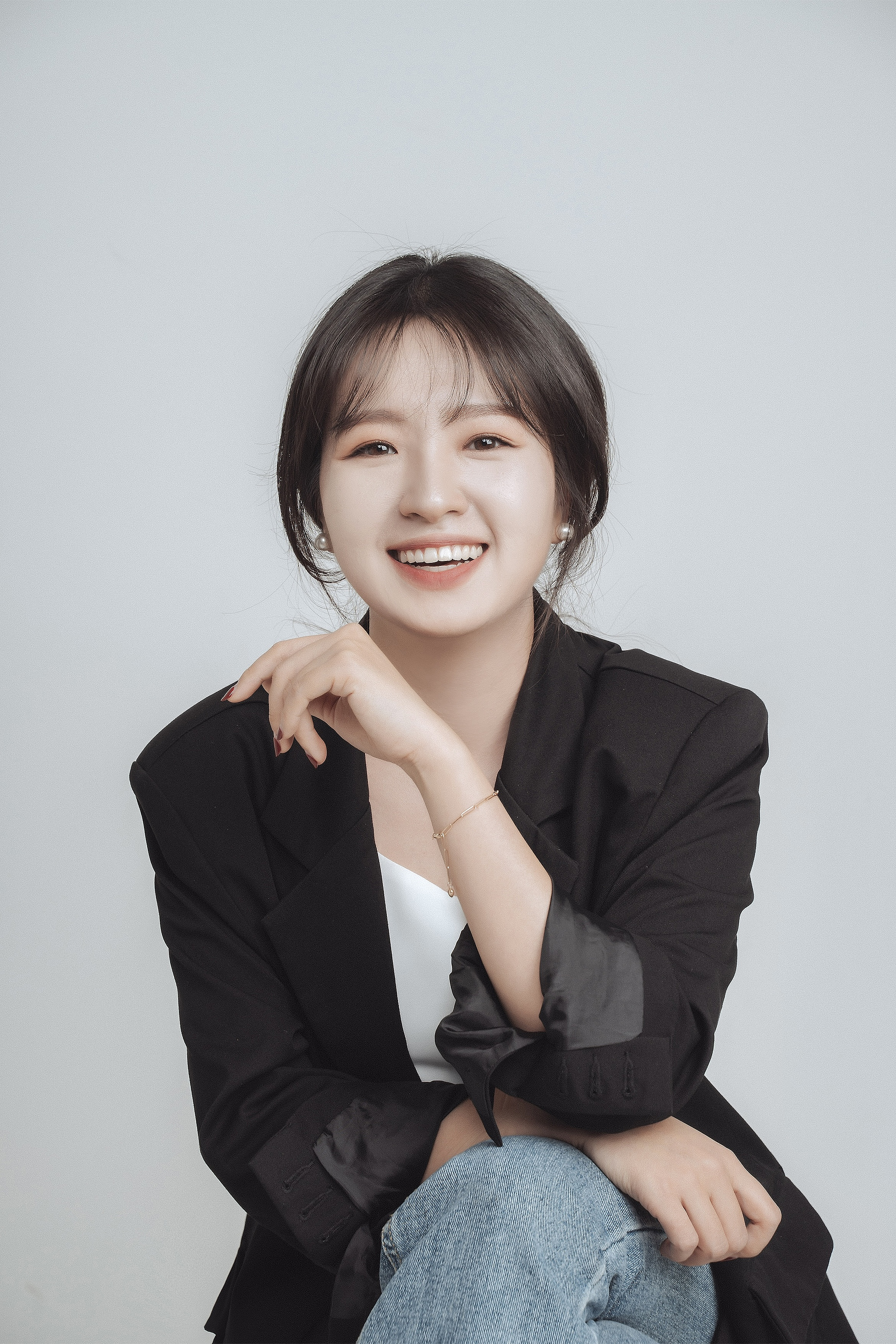
라이브커머스 소세인PD

##### 소세인(1992년 2월 3일 ~)은대한민국라이브커머스PD이며쇼호스트이다.
- 2015년 서경투어 입사 (여행OP/국내외인솔자)
- 2020년 서경방송 계열사 변경
- 현) 서경방송 미디어사업부 온라인광고파트 매니저
- 현) 라이브커머스 PD / 온라인광고 실무운영
- '라이브커머스 소세인PD' 인스타그램 블로그 운영중
- '소세인의 황금꿀팁' 인스타그램 유튜브 틱톡 운영

### 라이브커머스 이력
- ~2025  산청군 농업기술센터 월간 정기라이브 기획/진행
- ~2025 경상남도 창업보육센터 BI기업 라이브커머스 기획총괄
- ~2024  지리산산청곶감축제 라이브 9분만에 매진 (KBS 9시뉴스 방영)
- 2023 경남도 지역특화사업 사회적기업 라이브커머스 (진주시/하동군/통영시)
- 2023 통영시 농업기술센터 농산물 라이브
- 2022 고령군 신활력플러스사업단 라이브
- 2022 거제시 로컬푸드 월간 정기라이브
- 2022 의령군 농가공품 라이브
- 2022 한국관광공사 '남해여행' 라이브
- 2022 경남서부지식재산센터 4개기업 용역
- 2022 경남농어촌체험휴양마을협의회 라이브
- 2021 사천시농업한마당축제 농산물 라이브
- 2020 토요애의령농특산물온라인축제 농산물 라이브
- 2020 창녕양파6차사업단 라이브커머스 외 다수

### 홍보마케팅 이력
- ~2025 고흥우주항공축제 온라인 홍보마케팅 용역
- ~2024 지리산산청곶감축제 온라인광고
- ~2024 고흥유자축제 온라인광고
- 2024 하동야생차문화축제 IPTV광고 및 온라인광고
- 2024 하동섬진강문화재첩축제 온라인광고
- 2023 산청한방약초축제 온라인홍보 및 코스프레대회 운영
- 2023 전국생활문화축제 온라인광고
- 2022 합천바캉스축제 SNS 및 유튜브 광고
- 2021 사천시농업한마당축제 온라인홍보 PM
- 2021 한복문화주간 진주 홍보마케팅
- 2020 토요애 의령 농특산물 온라인축제 SNS홍보, 온라인판촉PM
- 2020 한국관광공사 강소형 관광지 육성사업 외 다수

### 교육출강 이력
- 2024 경상국립대 창업대학원 라이브커머스 전문가 초청특강
- 2023 산청군 귀농귀촌인 대상 SNS트렌드 교육
- 2023 통영시 사회적경제기업 대상 라이브커머스 교육
- 2023 상생일자리커머스 아카데미 라이브커머스 교육
- 2023 경남체험휴양마을 전문과정 SNS역량교육
- 2022 농림수산식품교육정보원 WPL교수 대상 커머스 교육
- 2022 진주시 6차산업지원센터 라이브 교육
- 2022 산청군 약초재배농업인 대상 커머스 교육
- 2022 거제시 소상공인 로컬푸드 라이브커머스 교육
- 2022 사천시 농업기술센터 SNS광고기획 교육
- 2022 경상국립대 6차산업학과 SNS마케팅 특강
- 2023 경남체험휴양마을 전문과정 SNS역량교육
- 2022 사천시 신활력플러스사업단 라이브커머스 교육 외 다수

### 수상 이력
- 2024 경남환경재단 탄소중립 쇼츠공모전 최우수상
- 2024 한국승강기안전공단 안전 영상공모전 최우수상